# فیلیپ گرین (آهنگساز)
فیلیپ گرین (انگلیسی: Philip Green؛ ‏ ۱۹ ژوئیهٔ ۱۹۱۱ – ۶ اکتبر ۱۹۸۲) موسیقی‌دان، آهنگساز و نوازنده پیانو و آکوردئون اهل بریتانیا بود.
از فیلم‌هایی که وی در آن‌ها نقش داشته‌است، می‌توان به مردان باهوش، قصاب‌باشی، تیارا تاهیتی، او مجبور خواهد شد که برود، در ضرب، آوازه‌خوان نه آواز، یک راسو برای خانم، نورمن در فضا، یاقوت کبود، به دنبال یک ستاره، جاده صاف‌کن و بادکنک زرد اشاره نمود.